# Brankovo
Brankovo je naselje v Občini Velike Lašče.